# Fluide de Bingham

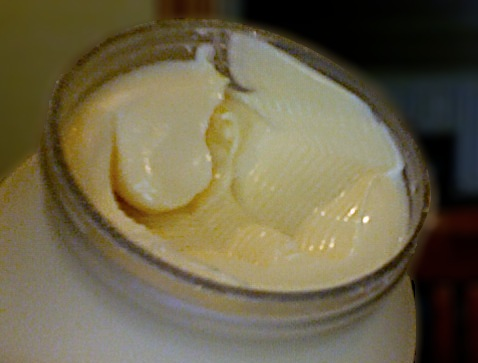
La mayonnaise est un fluide de Bingham. Les plis et crêtes à la surface montrent que sous de faibles contraintes de cisaillement, les fluides de Bingham sont des quasi-solides.

Le fluide de Bingham est un modèle théorique de milieu viscoplastique qui correspond à un comportement de solide parfait sous faibles contraintes, et à un comportement de fluide visqueux au-delà d'une contrainte-seuil. Ce modèle porte le nom d’Eugène Bingham qui en a donné l'expression mathématique.
Ce modèle mathématique est d'emploi courant en génie pétrolier pour organiser le pompage des boues ou l'évacuation des rebuts. Un autre bon exemple est le dentifrice, qu'on ne peut extruder que moyennant l'application d’une certaine pression sur le tube, et qui se dépose comme un gel quasi-solide.

## Le modèle théorique de Bingham

Figure 1 - Description originale de l’écoulement plastique de Bingham.

Bingham, pour présenter ses observations relatives au comportement des peintures, a cherché à tracer le débit en fonction de la contrainte appliquée, comme sur la figure 1 ci-contre : il s'agit d'une comparaison du comportement d'un fluide de Bingham avec un fluide newtonien (en rouge). Le diagramme s’interprète de la façon suivante : avec un liquide newtonien, l’augmentation de la pression d'entrée d'une conduite crée un champ de contrainte dans le fluide qui le met en mouvement (cisaillement), et le débit augmente en proportion de cet accroissement. Mais si la conduite est remplie d'un fluide de Bingham (courbe caractéristique en bleu), il faut que le cisaillement atteigne une certaine intensité, dite « contrainte d'écoulement », avant que le débit augmente avec la pression. Ces propriétés confèrent aux fluides de Bingham une texture crémeuse avec en surface des rides et des fronces, contrairement à la surface unie que présente tout fluide newtonien.

Figure 2 - Description moderne de l’écoulement plastique de Bingham.

La figure 2 correspond à la représentation donnée dans les manuels actuels, : la contrainte de cisaillement est en ordonnée, fonction de la vitesse de déformation ; cette représentation a éclipsé la précédente, car le débit n'est pas une donnée intrinsèque au matériau : il dépend du diamètre de la conduite ; tandis que la vitesse de déformation (plutôt que le débit, qui en est une résultante) permet de construire le profil de vitesse. Elle est proportionnelle au débit, mais ne dépend pas du diamètre de la conduite. Sur ce diagramme (comme sur le précédent), un liquide newtonien se déforme pour toute valeur non nulle de cisaillement (contrainte) imposée. Le fluide de Bingham, au contraire, ne se déforme pas (il n'y a donc pas de débit) en dessous d'un certain niveau de contrainte. La courbe caractéristique de réponse du fluide newtonien est une droite, et la pente de cette droite est la viscosité, qui suffit à caractériser ce liquide. Le fluide de Bingham requiert, lui, deux coefficients : la contrainte d’écoulement et la pente de la partie rectiligne de sa caractéristique, appelée « viscosité plastique » ou « viscosité de Bingham ».
En termes mathématiques, si l'on convient de noter τ la contrainte de cisaillement, {\displaystyle \tau _{0}} la cohésion apparente, dite « contrainte d'écoulement » et ∂u/∂y la vitesse de déformation (cf. l'article viscosité), les relations ci-dessus s'écrivent :
{\displaystyle {\frac {\partial u}{\partial y}}=\left\{{\begin{matrix}0&\mathrm {si} &\tau <\tau _{0}\\(\tau -\tau _{0})/{\mu }&\mathrm {si} &\tau \geq \tau _{0}\end{matrix}}\right.}

## Mécanisme moléculaire sous-jacent
Les fluides de Bingham sont des milieux composés de micro-particules (par ex. des feuillets d’argile) ou de molécules (par ex. les macromolécules d'un polymère) exerçant entre elles une loi d'interaction particulière, qui se traduit au plan macroscopique par une cohésion apparente. Cette cohésion détermine une structure lâche, naguère appelée semi-solide : il faut une certaine dépense d'énergie pour rompre sa cohésion ; une fois que les interactions de cohésion sont rompues, les particules n'exercent plus entre elles que des forces d'interaction « visqueuses », c'est-à-dire régie par la loi de Newton ; enfin si le champ de contrainte est annulé, les interactions de cohésion redeviennent prépondérantes et les particules s'organisent en un édifice moléculaire stable (solide).

## Application aux pertes de charge linéaires
L’un des problèmes de base de l’hydraulique consiste à évaluer la chute de pression entrée/sortie dans un réseau en charge. Une fois que l’on connaît la rugosité des conduites, on dispose de plusieurs moyens d’en déduire les pertes de charges linéaires, et on peut alors calculer, par ex. le coût de pompage ou déterminer le débit pour une certaine pression d'entrée. Ainsi on obtient la perte de charge grâce à l'équation de Darcy-Weisbach :
{\displaystyle j=\lambda \cdot {\frac {L}{D}}\cdot {\frac {v^{2}}{2g}}}
où :
- {\displaystyle j} est la perte de charge linéaire (en m)
- {\displaystyle \lambda } est le coefficient de perte de charge (nombre sans dimension)
- {\displaystyle L} est la longueur de conduite (en m)
- {\displaystyle g} est l’accélération de la pesanteur (en m/s²)
- {\displaystyle D} est le diamètre de la conduite (en m)
- {\displaystyle v} est la vitesse moyenne d'écoulement (en m/s)

Seulement il est particulièrement difficile d'exprimer analytiquement le coefficient de perte de charge pour des fluides non-newtoniens : aussi s'en remet-on à des approximations.

### Écoulement laminaire
La première formulation exacte des pertes de charge linéaires dans un fluide de Bingham dans un écoulement laminaire en charge (celui d'une conduite sous pression) a été publiée par l'hydraulicien Buckingham. Le résultat, dit équation de Buckingham-Reiner, s'exprime sous forme adimensionnelle ainsi :
{\displaystyle \lambda _{L}={\frac {64}{\mathrm {Re} }}\left[1+{\frac {\mathrm {He} }{6\mathrm {Re} }}-{\frac {64}{3}}\left({\frac {\mathrm {He} ^{4}}{\lambda ^{3}\mathrm {Re} ^{7}}}\right)\right]}
où :
- {\displaystyle \lambda } est le coefficient de perte de charge laminaire (nombre sans dimension)
- {\displaystyle \mathrm {Re} } est le nombre de Reynolds
- {\displaystyle \mathrm {He} } est le nombre de Hedström

Le nombre de Reynolds et le nombre d'Hedstrom sont définis par :
{\displaystyle \mathrm {Re} ={D{\ V} \over {\nu _{\infty }}}}, et
{\displaystyle \mathrm {He} ={\ D^{2}{\tau _{0}} \over \rho {{\nu _{\infty }}^{2}}}},
où :
- {\displaystyle \rho } est le poids volumique du fluide (kg/m3)
- {\displaystyle \nu _{\infty }} est la viscosité cinématique du fluide (m²/s)

### Écoulement turbulent
Darby et Melson ont proposé la loi empirique suivante :
{\displaystyle \ \lambda _{T}=\ 4\times {10^{a}}\ {\mathrm {Re} ^{-0,193}}}
où:
- {\displaystyle {\mathbf {\ } \lambda _{T}}} est le coefficient de perte de charge turbulent (sans dimension)
- {\displaystyle \ a=-1,378\times [1+0,146{\ \mathrm {e} ^{-2,9\times {10^{-5}}\mathrm {Re} }}]}

### Approximations de l'équation de Buckingham-Reiner
Bien que l’équation de Buckingham-Reiner soit résoluble (c'est une équation algébrique du quatrième degré en λ), la complexité de la solution justifiait, jusqu’à l’avènement de l’informatique, la recherche de formules approchées, d’application plus simple.

#### Équation de Swamee-Aggarwal
L'équation de Swamee-Aggarwal, qui donne directement le coefficient de perte de charge de l'équation de Darcy–Weisbach pour l'écoulement laminaire des fluides de Bingham, n’est qu’une approximation des racines de l’équation de Buckingham-Reiner, mais l'écart aux données expérimentales reste bien en deçà des incertitudes de mesure. Elle s’écrit :
{\displaystyle \ \lambda _{L}=\ {64 \over \mathrm {Re} }+{10,67+0,1414{({\mathrm {He}  \over \mathrm {Re} })^{1,143}} \over {[1+0,0149{({\mathrm {He}  \over \mathrm {Re} })^{1,16}}]\mathrm {Re} }}{\frac {\mathrm {He} }{\mathrm {Re} }}}

#### Solution de Danish-Kumar
Danish et al. ont publié une méthode explicite pour calculer le coefficient λ en utilisant la méthode de décomposition d'Adomian. Le coefficient de perte de charge fait intervenir deux facteurs :
{\displaystyle \lambda _{L}={\dfrac {K_{1}+{\dfrac {4K_{2}}{\left(K_{1}+{\frac {K_{1}K_{2}}{K_{1}^{4}+3K_{2}}}\right)^{3}}}}{1+{\dfrac {3K_{2}}{\left(K_{1}+{\frac {K_{1}K_{2}}{K_{1}^{4}+3K_{2}}}\right)^{4}}}}}}
où :
{\displaystyle K_{1}={\frac {16}{\mathrm {Re} }}+{\frac {16\,\mathrm {He} }{6\,{\mathrm {Re} ^{2}}}}}
et
{\displaystyle K_{2}=-{\frac {16\,\mathrm {He} ^{4}}{3\,\mathrm {Re} ^{8}}}}

### Formule donnant les pertes de charges dans un écoulement quelconque
En 1981, Darby et Melson, suivant une approche proposée précédemment par Churchill, ont obtenu une expression synthétique donnant le coefficient de perte de charge pour tous les régimes d'écoulement :
{\displaystyle \ \lambda =\ {[{\lambda _{L}}^{m}+{\lambda _{T}}^{m}]}^{1 \over m}}
où:
{\displaystyle \ m=\ 1,7+{\frac {40000}{\mathrm {Re} }}}
On peut combiner les équations de Swamee-Aggarwal et de Darby-Melson pour former une expression synthétique donnant le coefficient de perte de charge avec le fluide de Bingham pour tous les régimes. Il faut observer que la rugosité relative n'apparaît nulle part dans ces équations : le coefficient de perte de charge linéaire des fluides de Bingham n’en dépend pas.

## Limites du modèle
Des mesures effectuées à vitesse de déformation très lente, c’est-à-dire à taux de cisaillement {\displaystyle {\dot {\gamma }}} très faible (de l'ordre de 10−6 s−1), ne montrent pas de contrainte d'écoulement. Pour une contrainte inférieure à la contrainte d'écoulement, la viscosité infinie (taux de cisaillement constant et nul) du modèle de Bingham, se révèle en fait simplement très grande, et il y a une continuité entre les deux régimes au lieu d’une rupture de pente abrupte. Le modèle de Bingham reste toutefois pertinent tant qu'on travaille en régime d’écoulement fluide, ou en régime « semi-solide » pendant un temps suffisamment court pour que les déformations soient indétectables.